# Шеповалов, Владимир Иванович
Владимир Иванович Шеповалов (в ряде источников Шаповалов; 15 февраля 1948, Нижнекамск, СССР — 1995, Новокузнецк) — советский хоккеист, вратарь. Мастер спорта СССР международного класса.

## Спортивная карьера
С 1965 по 1968 год играл в новокузнецком «Металлурге». В первом сезоне команда победила во второй группе и на следующий год играла в когорте сильнейших клубов страны. Со временем Владимир Шеповалов стал основным вратарём новокузнецкого клуба.
В 1968 году старший тренер ленинградского СКА Николай Пучков предложил перейти в его команду. В те годы клуб с берегов Невы играл «от обороны», и результат каждого матча во многом зависел от игры Шеповалова. Лучшим в его спортивной карьере был сезон 1970/71. «Армейцы» впервые в своей истории выиграли бронзовые медали чемпионата СССР. Шеповалов защищал ворота своего клуба в 39 матчах. Успешно сыграла команда и в кубке СССР. В полуфинале был побежден чемпион страны — ЦСКА. А вот в решающем матче сильнее был московский «Спартак». За СКА Владимир Шеповалов играл до 1976 года. Всего в чемпионатах СССР провёл 263 матча.
В сборной СССР дебютировал 1 декабря 1969 года. На престижном турнире газеты «Известия» отыграл в трёх матчах: со сборными ФРГ (4:3), Канады (2:2) и Чехословакии (8:2). Спустя два года вновь был востребован в главной команде страны. Новый тренер сборной, Всеволод Бобров, взял Шеповалова на чемпионат мира. На турнире защищал ворота в четырёх матчах: против команд Швейцарии (10:2, 14:0), Швеции (11:2) и ФРГ (7:0). В декабре 1974 года провёл свой последний, четырнадцатый, матч в составе сборной СССР.
Работал разнорабочим на металлургическом комбинате Новокузнецка. Скончался в декабре 1995 года, отравившись водкой.

## Достижения
- Серебряный призёр чемпионата мира — 1972.
- Серебряный призёр чемпионата Европы — 1972.
- Бронзовый призёр чемпионата СССР — 1971.
- Финалист Кубка СССР — 1971.
- Победитель турнира на приз «Известий» — 1969.
- Победитель (неофициального) юниорского чемпионата Европы — 1967.
- Обладатель Кубка Шпенглера — 1971.